# 纳布卢斯大清真寺
纳布卢斯大清真寺（阿拉伯语：‎ Jami' Nablus al-Kebir）是巴勒斯坦城市纳布卢斯历史最悠久，规模最大的清真寺 它曾是一座拜占庭教堂，在伊斯兰早期被改建为清真寺。11世纪，十字军又把它改造成为教堂，12世纪，阿尤布王朝再次将其改为清真寺。该清真寺位于老城区的主要街道的路口。 它的平面为狭长的长方形，有一个银的圆顶。

## 历史
纳布卢斯当地传说称，该清真寺的地点，正是雅各的儿子们将他们的兄弟约瑟血染的衣服交给雅各，作为他最喜欢的儿子死亡的证据的地点。 但是这一传说更是与附近的绿色清真寺有关。
大清真寺的所在地原本是罗马皇帝阿拉伯人菲利普在位期间（244-249年）修建的巴西利卡。后来拜占庭在其废墟上兴建了大教堂，该堂被描绘在公元600年的马德巴地图上。 该堂在484年和529年曾被撒玛利亚人摧毁，但查士丁尼一世重建了大教堂。
在10世纪，阿拉伯穆斯林将大教堂改为纳布卢斯大清真寺。 阿拉伯地理学家al-Muqaddasi写道，大清真寺在纳布卢斯的中心，地板精美。十字军把它由清真寺改为教堂，但只进行了少许改动。1187年，萨拉丁领导的阿尤布王朝再次将其改为清真寺。1242年，十字军的圣殿骑士团将其焚毁。
1300年的阿拉伯编年史证实，大清真寺显然已被修复，是“一个精美的清真寺” 1335年，维罗纳的旅行者詹姆斯记载，清真寺曾经是“基督徒的教堂，但现在是撒拉森人的清真寺”。 二十年后，伊本·白图泰来访，并指出，在清真寺的中间是一个“甜水箱”
1641年，大清真寺重建叫拜楼，此后清真寺大院保持不变，直至1927年耶利哥地震。清真寺的圆顶和尖塔被毁，1935年重建。